# Bataille de Warksow
Guerre de Scanie
Batailles
- Fehrbellin
- Jasmund
- Öland
- Halmstad
- Lund
- Fehmarn
- Malmö
- Køge
- Landskrona
- Marstrand
- Uddevalla
- Warksow
- Stralsund

La bataille de Warksow fut livrée le 18 janvier 1678 pendant la guerre de Scanie, sur l'île de Rügen. Elle opposa une armée suédoise à une armée danoise renforcée par un petit contingent brandebourgeois et se termina par la victoire des Suédois. Cette victoire, accompagnée de la capture d'une grande partie de l'armée adverse, permit aux Suédois de reprendre le contrôle de l'île de Rügen jusqu'à ce qu'une invasion des forces brandebourgeoises de Georg von Derfflinger soutenues par la marine danoise commandée par Niels Juel permettent aux alliés de reprendre l'île le 22 septembre 1678. 